# ガドン (ブルネイ)
ガドン（Gadong）はブルネイ・ダルサラーム国・ブルネイ・ムアラ地区の中西部に位置する都市である。人口は2008年現在90,091人。ブルネイの首都・バンダルスリブガワンからわずか5kmしか離れておらず、ブルネイ最大の都市圏「北東都市圏」に含まれる。ブルネイ・ムアラ地区で3番目に大きな町で、ボルネオ島（カリマンタン島）内では29番目である。
この町はブルネイ最大のショッピングセンターの「ザ・モール」（The Mall）をはじめ、多くの商業施設が集まるブルネイ最大の商業地である。かつては日本の総合スーパー「ヤオハン」のブルネイ店があった。

## 気候
ガドンは亜熱帯気候に属する。夏は非常に暑くて長く、気温が39℃を超すこともある。秋はたいてい暖かいか暑いのいずれかである。春は暖かく、時折雷や大雨に見舞われる。冬は昼間は21℃くらいで暖かく、夕方から夜にかけては13℃くらいと涼しく多湿である。ガドンの気候は309日が暖かく、56日が涼しく湿度が高い。
| 月               | 1月 | 2月 | 3月 | 4月 | 5月 | 6月 | 7月 | 8月 | 9月 | 10月 | 11月 | 12月 | 年   |
| ---------------- | --- | --- | --- | --- | --- | --- | --- | --- | --- | ---- | ---- | ---- | ---- |
| 最高気温（℃）    | 20  | 20  | 25  | 29  | 35  | 33  | 34  | 39  | 31  | 29   | 23   | 19   | -    |
| 最低気温（℃）    | 16  | 16  | 16  | 21  | 21  | 23  | 26  | 24  | 23  | 19   | 17   | 19   | -    |
| 平均降水量（mm） | 86  | 135 | 178 | 170 | 231 | 290 | 248 | 305 | 244 | 122  | 66   | 71   | 2129 |

## 教育
ガドンには以下の2つの国立大学が本部を置いている。2つの大学は互いに隣接している。
- ブルネイ・ダルサラーム大学（UBD）
- ブルネイ工科大学（ITB）